# Tax Day
Tax Day (dansk: Skattedag) er en hyppigt brugt term i USA om sidste dag for indsendelse af selvangivelser fra den føderale regering, en enkelte regeringer for hver delstat, amerikanske statsborgere, bosiddende udlændinge og visse ikkebosiddende udlændinge. Dog betales indkomstskat oftest flere måneder i forvejen. Siden 1955 er Tax Day normalt faldet på d. 15. april.
I 2007 faldt Tax Day på tirsdag 17. april, fordi d. 15. april var en søndag, og d. 16. var Emancipation Day, der er en fridag i District of Columbia. Derudover blev nordøst påvirket af storm og oversvømmelse, så visse delstater fik rykket deadlinen helt hen til d. 25. juni.